# Manlius (Village, New York)
Manlius ist ein Village in der gleichnamigen Town of Manlius im Onondaga County im Bundesstaat New York in den Vereinigten Staaten. Beim American Community Survey im Jahr 2018 wurde die Einwohnerzahl von Manlius auf 4520 Einwohner geschätzt, was einen Bevölkerungsrückgang im Vergleich zur Volkszählung von 2010 bedeutet, als der Ort 4704 Einwohner hatte.

## Lage
Manlius liegt in Upstate New York, rund 15 Kilometer südöstlich von Syracuse am Fluss Limestone Creek. Umliegende Ortschaften sind Fayetteville im Norden, Mycenae und Chittenango im Nordosten, Cazenovia im Südosten, Atwell Corners und Pompey Center im Süden und Jamesville im Westen.
Manlius liegt am Kreuzungspunkt der New York State Routes 92 und 173. Außerdem liegt auf dem Gebiet des Village of Manlius der südliche Endpunkt der New York State Route 257. Der U.S. Highway 20, der den Bundesstaat New York als wichtige Ost-West-Verbindung erschließt, liegt etwa zehn Kilometer südlich von Manlius. Etwa sieben Kilometer nordwestlich von Manlius befindet sich eine Anschlussstelle an den Interstate-Highway 481.

## Geschichte

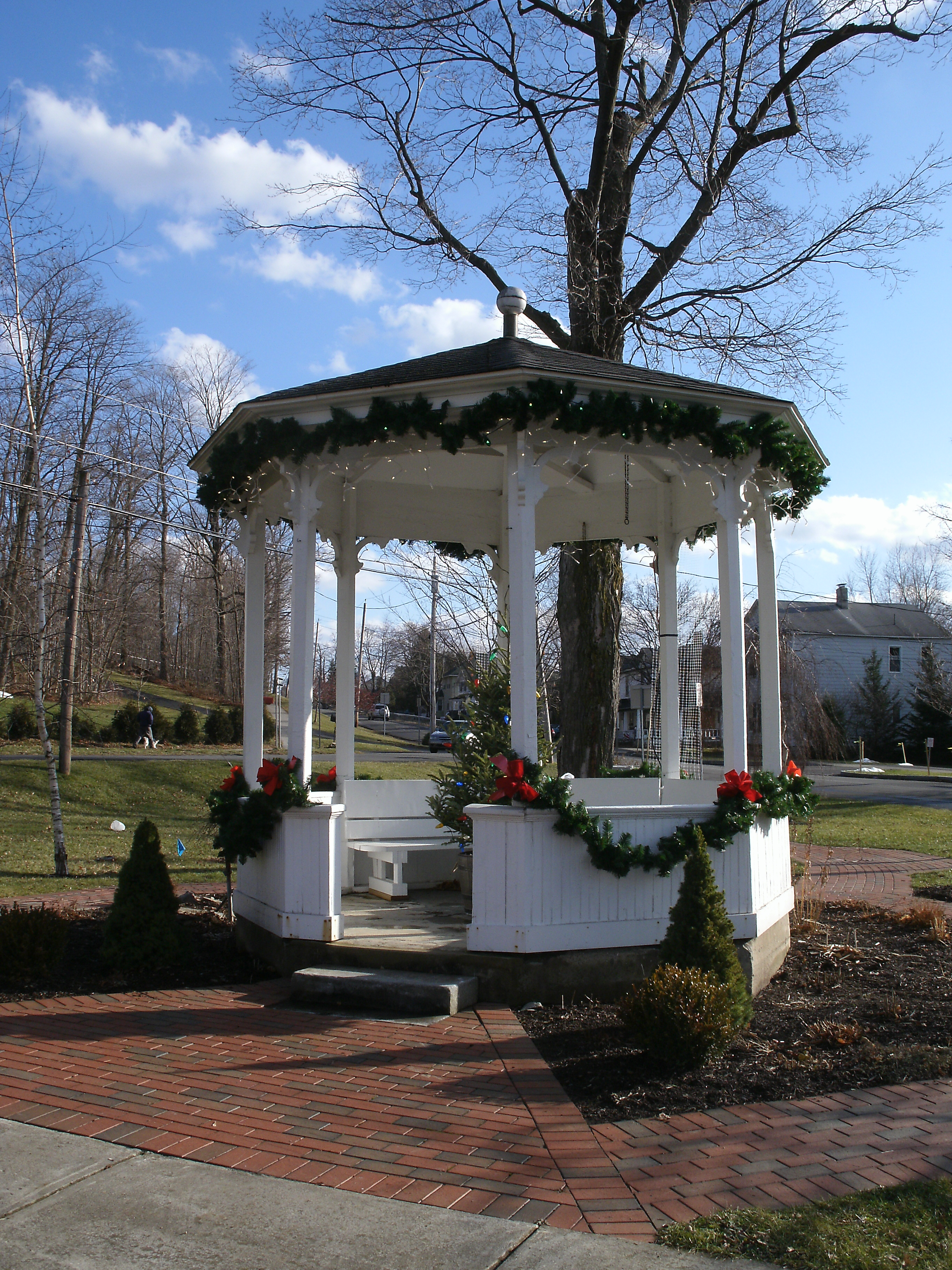
Konzertmuschel in Manlius

Die Siedlung Manlius wurde 1792 von dem deutschen Auswanderer John A. Schaeffer (ursprünglich Schäfer) gegründet. Vor der Ankunft europäischer Siedler in der Region lebten in dem Gebiet von Manlius amerikanische Ureinwohner der Oneida und Onondaga. Ab 1794 gehörte die Siedlung zum neu ausgelegten Township Number Seven. Im Jahr 1801 gab es alleine in Manlius sechs Wohngebäude, eine Kneipe, ein Lebensmittelgeschäft, eine Arztpraxis und eine Anwaltskanzlei, des Weiteren drei Kirchengemeinden. Kurz danach wurde das Postamt gegründet. Bis 1804 verfünffachte sich die Zahl der Wohngebäude in dem Ort auf 30. Im gleichen Jahr wurde auch die Episkopalkirchengemeinde in Manlius gegründet. Die Siedlung entwickelte sich zu einem wichtigen Wirtschaftsstandort, der durch den Bau des Eriekanals noch verstärkt wurde.
Ab 1813 gab es in Manlius eine Wollspinnerei, die 1830 durch einen Brand zerstört wurde. Im Jahr 1842 wurde Manlius als Village inkorporiert, erster Bürgermeister wurde Robert Fleming.

## Bildung
Manlius gehört Fayetteville-Manlius Central School District. In dem Village selbst gibt es keine Schule, es gehört zum Einzugsbereich der Schulen Enders Road Elementary School (Grundschule, K–4), der Eagle Hill Middle School (Mittelschule, 5–8) und der Fayetteville-Manlius High School (Highschool, 9–12).

## Demografie
Im Jahr 2018 wurde die Einwohnerzahl von Manlius im American Community Survey auf 4520 Einwohner geschätzt. Es gab 1985 Haushalte und 1159 Familien in der Stadt. In 71,7 Prozent der Familien lebten verheiratete Ehepaare, 9,1 Prozent waren alleinerziehende Väter und 19,2 Prozent der Familien waren alleinerziehende Mütter. 27,4 Prozent der Haushalte hatten Kinder unter 18 Jahren, die bei ihnen lebten, und in 47,3 Prozent der Haushalte lebten Personen über 60 Jahre. Von den Einwohnern waren 87,8 Prozent Weiße, 3,7 Prozent Afroamerikaner, 5,3 Prozent Asiaten und 0,4 Prozent amerikanische Ureinwohner; 0,3 Prozent der Einwohner waren anderer Abstammung und 2,5 Prozent der Einwohner gaben mehrere Abstammungen an. Hispanics oder Latinos machten 2,1 Prozent der Bevölkerung aus. 49,3 Prozent der Einwohner von Manlius waren männlich und 50,7 Prozent weiblich.
Altersmäßig verteilten sich die Einwohner von Manlius auf 21,8 Prozent Minderjährige, 4,4 Prozent zwischen 18 und 24, 24,5 Prozent zwischen 25 und 44, 28,0 Prozent zwischen 45 und 64 und 21,3 Prozent der Einwohner waren 65 Jahre alt oder älter. Das Medianalter lag bei 44,5 Jahren. 2018 lag das Medianeinkommen in Manlius pro Haushalt bei 65.179 US-Dollar und pro Familie bei 111.108 US-Dollar. 5,1 Prozent der Einwohner lebten unterhalb der Armutsgrenze.

## Galerie

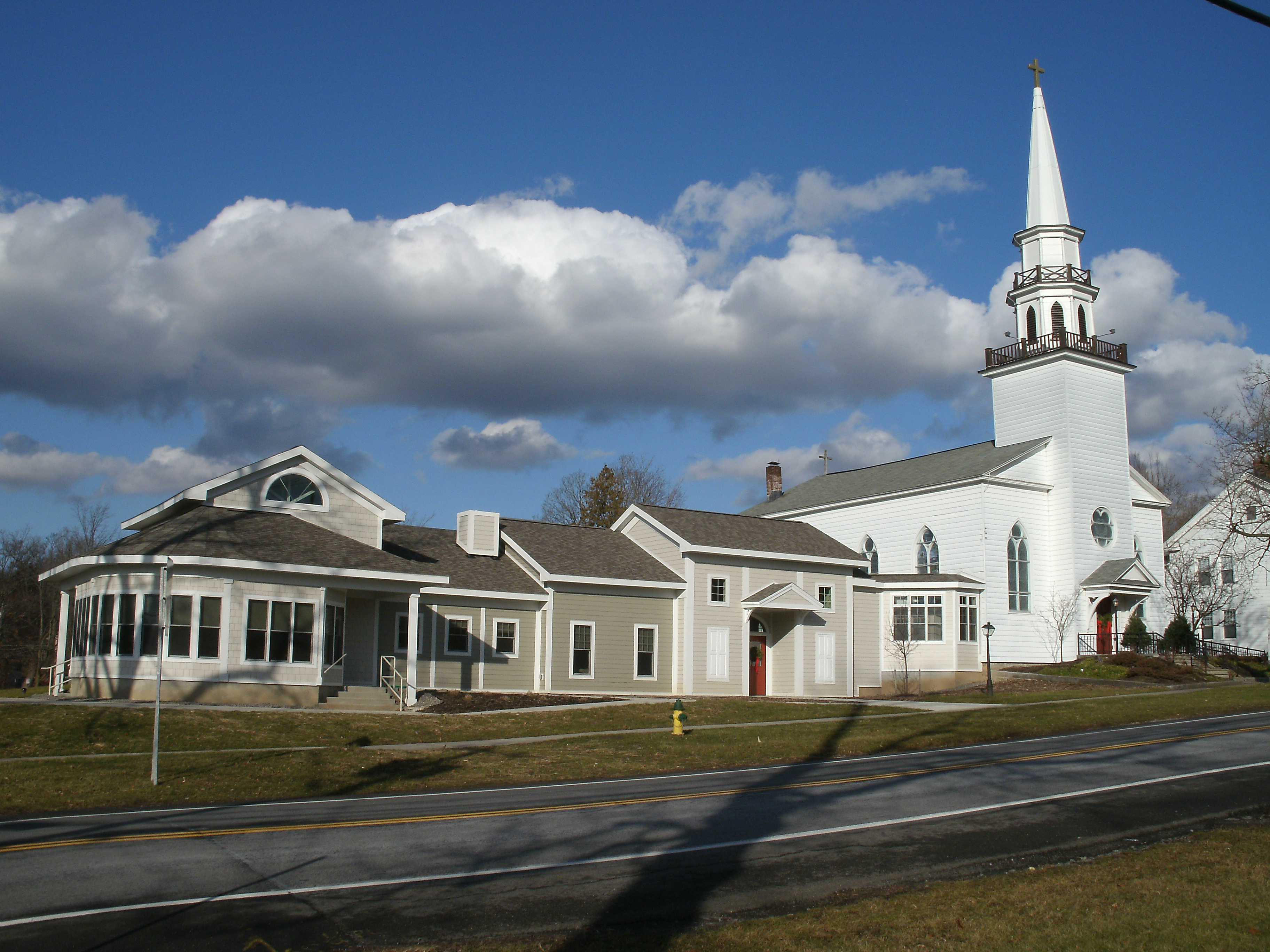
Manlius Christ Church
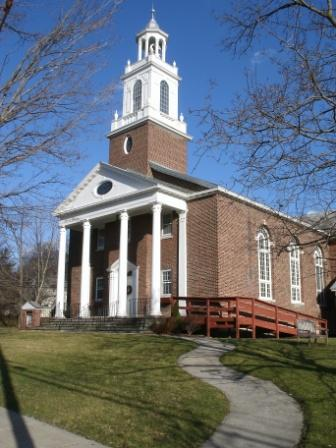
First Baptist Church
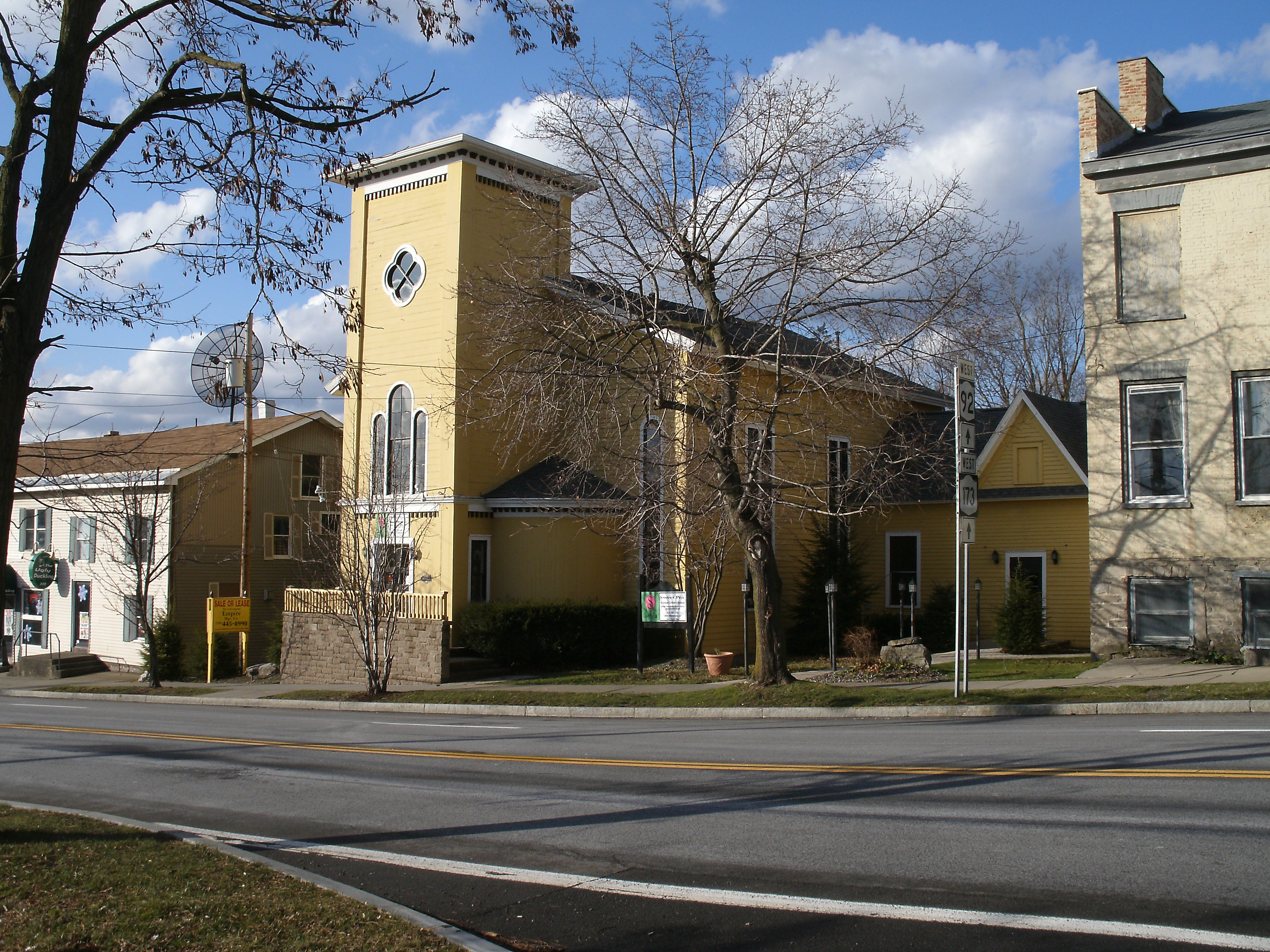
Old Baptist Church
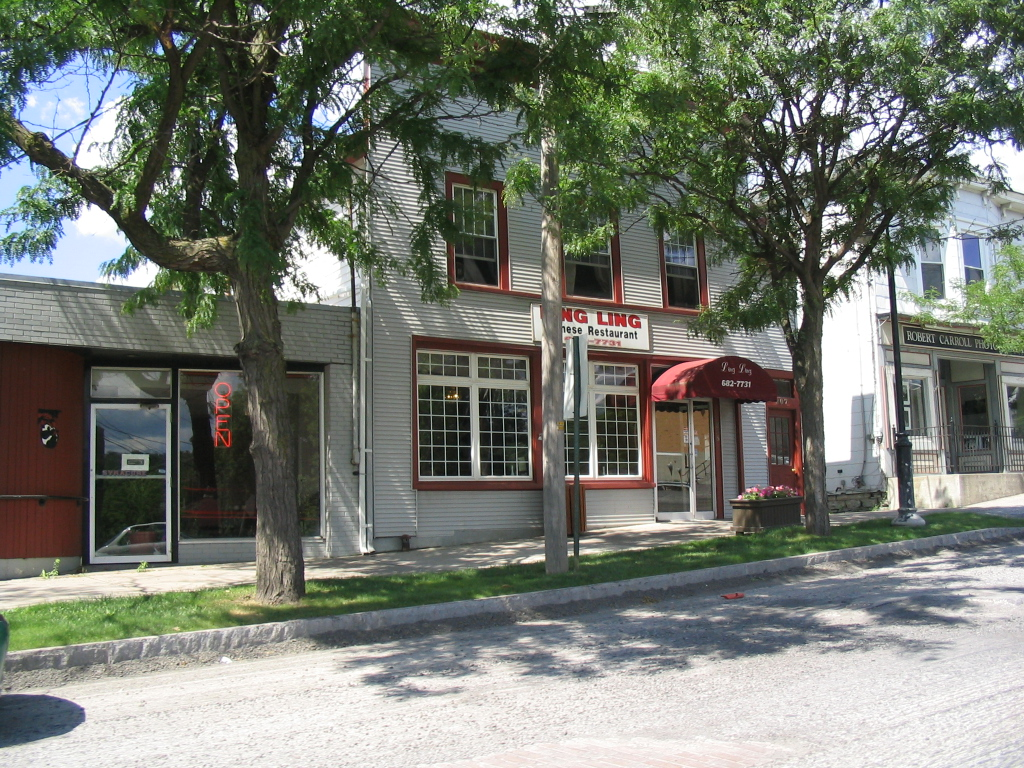
Haus in Downtown Manlius
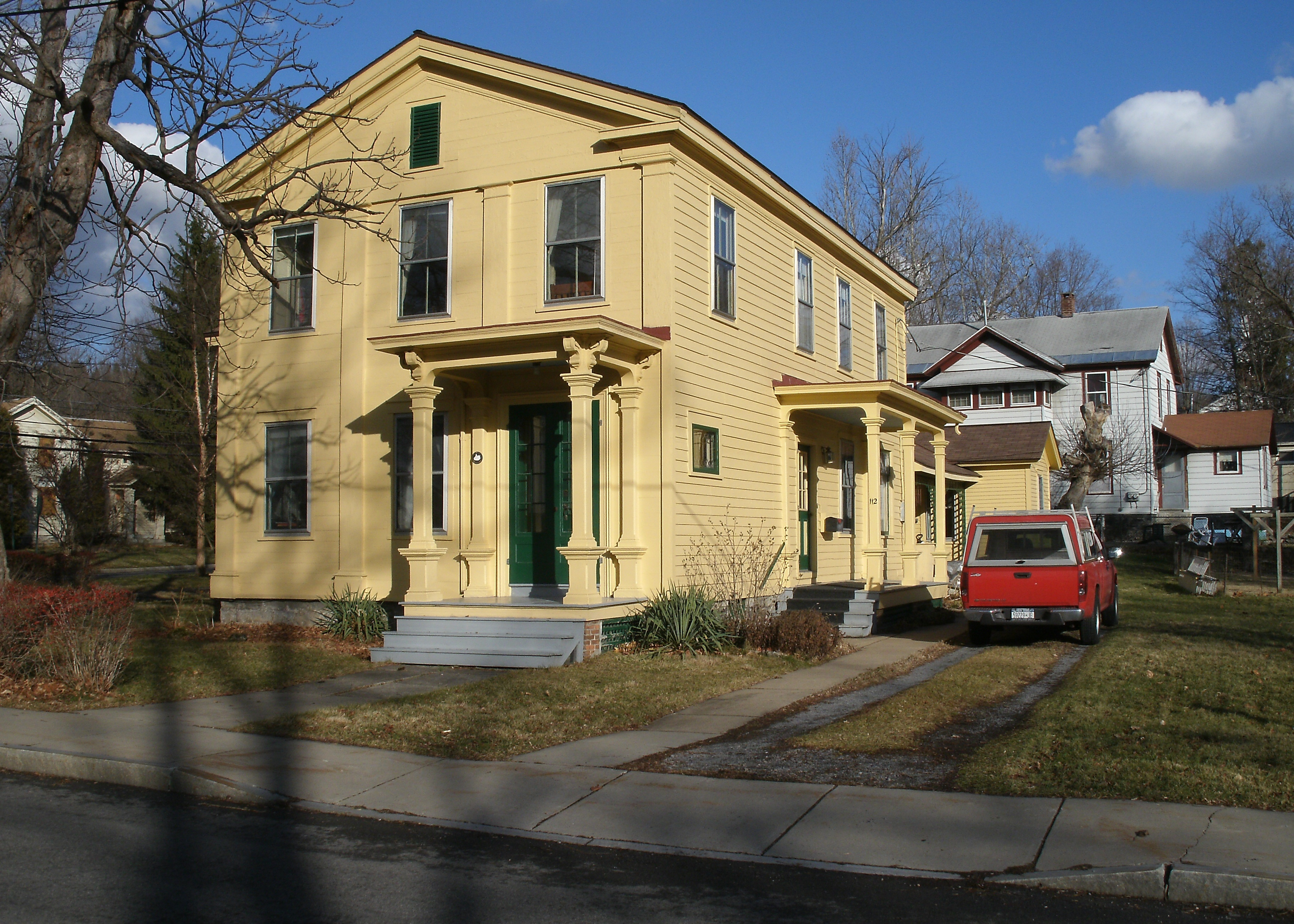
Haus in der Franklin Street

## Persönlichkeiten

### Söhne des Ortes
- Miner Kilbourne Kellogg (1814–1889), Porträt-, Landschafts- und Orientmaler
- Truman H. Hoag (1816–1870), Politiker
- Herbert Huntington Smith (1851–1919), Politiker
- Franklin Asa Nims (1854–1935), Fotograf

### Personen mit Bezug zum Ort
- William Taylor (1791–1865), Politiker, starb in Manlius
- Thomas J. McIntyre (1915–1992), Politiker, ging in Manlius zur Schule
- Thomas Szasz (1920–2012), Psychiater, lebte in Manlius